# Lâu đài Rydzyna

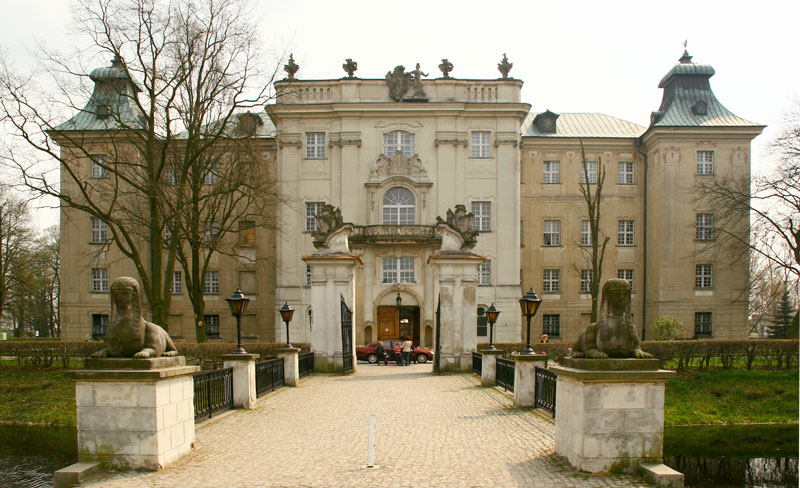
Lâu đài Rydzyna

Lâu đài Rydzyna [rɨˈd͡zɨna] được xây dựng vào đầu thế kỷ XV bởi Jan of Czernina. Vào cuối thế kỷ XVII, các kiến trúc sư người Ý Joseph Simon Bellotti và Pompeo Ferrari đã dựng lên lâu đài Baroque hiện tại trên nền móng cổ xưa của nó. Chủ sở hữu đầu tiên của lâu đài là gia đình Leszczyński. Cùng với một công viên và các khu vực xung quanh, nó là một trong những cung điện lộng lẫy nhất ở Great Ba Lan .

## Di sản Ý
Dinh thự được xây dựng bởi Giuseppe Simon Belotti từ Lugano, vào cuối thế kỷ XVII. Ông không chỉ là một kiến trúc sư mà còn là người quản lý các xưởng làm vữa và giám sát các công trình trang trí được làm bởi các nhà điêu khắc và điêu khắc người Ý. Belotti đã thiết kế Leszczyńskis 'Palace in' palazzo theo phong cách modo fortezza ', theo ví dụ về Poggio Reale của Sebastiano Serlio (Serliano). Một nghệ sĩ người Ý khác định cư ở Ba Lan, Michelangelo Palloni từ Florence, trang trí trần nhà trong cung điện ở Rydzyna với những bức bích họa lộng lẫy. Vào đầu thế kỷ XVIII, Pompeo Ferrari đã đến Rydzyna. Ông là một kiến trúc sư tài năng từ Rome, người được giải thưởng của Học viện St. Lucas. Ông định cư ở đây cho đến hết đời và sau khi ông qua đời năm 1736 được chôn cất trong nhà thờ giáo xứ. Pompeo Ferrari đã thiết kế công trình tái thiết cung điện Rydzyna, khởi đầu cho quy hoạch đô thị nổi tiếng của Rydzyna, với mục đích là tham gia cung điện và thị trấn trong một bố cục hài hòa. Ngoài ra, ông còn là nhà thiết kế các tòa nhà tráng lệ khác ở Wielkopolska (Great Ba Lan). Các nghệ sĩ khác dưới sự bảo trợ nghệ thuật của gia đình Leszczyński là ba anh em Catenazzi từ Morbio Inferiore ở Mendrisiotto, (ở Ticino, Thụy Sĩ). Di sản lộng lẫy của quá khứ đã được bảo vệ cẩn thận ở Rydzyna, nơi mọi người luôn nhớ đến những người tạo ra vẻ đẹp.

## Khu dân cư Leszczyński
Từ 1704 - 1709, đây là nơi ở của vua Ba Lan Stanisław Leszczyński. Vào năm 1709, trong Chiến tranh phía Bắc vĩ đại, lâu đài đã bị đốt cháy một phần bởi binh lính của Sa hoàng. Tuy nhiên, các bức tranh treo tường và tác phẩm stucco trong các phòng đại diện, được thực hiện bởi các nghệ sĩ người Ý, đã không bị phá hủy hoàn toàn. Sau thời kỳ này, Stanisław Leszczyński buộc phải thoái vị ngai vàng Ba Lan và bị đày sang Pháp. Sau nhiều năm, với tư cách là Công tước Lorraine, ông trở nên nổi tiếng như một người có chủ quyền từ thiện và khôn ngoan. Maria, con gái ông trở thành nữ hoàng của Pháp và là bà của vua Louis XVI.

## Khu dân cư Sułkowski
Stanisław Leszczyński đã bán bất động sản của mình ở Ba Lan cho Aleksander Joseph Sułkowski. Chủ sở hữu mới đã cải thiện lâu đài. Kiến trúc sư người Silesian Karl Martin Frantz đã thay đổi mái nhà, thêm đồ trang trí Rococo và cổng chính hoành tráng. Ông cũng xây dựng lại nhà thờ giáo xứ và thị trấn. Con trai của Aleksander Joseph, Hoàng tử August, tiếp tục mở rộng. Trang trí cổ điển đã được thêm vào phòng khiêu vũ. Các nhà phụ và Orangerie đã được thêm vào phía bắc của cung điện. Vào cuối thế kỷ XVIII, nơi ở của các hoàng tử Sułkowski, với nhà hát ngoài trời và trường trung học của Piarist Fathers, là trung tâm văn hóa và giáo dục quan trọng nhất ở Great Ba Lan.